# Карамишевський сільський округ
Кара́мишевський сільський округ (каз. Карамышевка ауылдық округі, рос. Карамышевский сельский округ) — адміністративна одиниця у складі Буландинського району Акмолинської області Казахстану. Адміністративний центр — село Шубарагаш.
Населення — 820 осіб (2021; 1662 у 2009, 2683 у 1999, 3939 у 1989).
Станом на 1989 рік існували Карамишевська сільська рада (села Карамишевка, Мат) та Отрадненська сільська рада (села Отрадне, Рози Люксембург, Суворовка).

## Склад
До складу округу входять такі населені пункти:
| Населений пункт               | Колишні назви   | Населення, осіб (1989) | Населення, осіб (1999) | Населення, осіб (2009) | Населення, осіб (2021) |
| ----------------------------- | --------------- | ---------------------- | ---------------------- | ---------------------- | ---------------------- |
| Мат, село                     | -               | 311                    | 189                    | 134                    | 63                     |
| Отрадне, село                 | -               | 1223                   | 847                    | 680                    | 322                    |
| --імені Рози Люксембург, село | Рози Люксембург | 561                    | 259                    | 8                      | 3                      |
| Суворовка, село               | -               | 378                    | 368                    | 134                    | 50                     |
| Шубарагаш, село               | Карамишевка     | 1466                   | 1020                   | 706                    | 382                    |